# Stazione di Helmond
La stazione di Helmond è la principale stazione ferroviaria di Helmond, Paesi Bassi. È una stazione passante di superficie sulla linea ferroviaria Venlo-Eindhoven.